# آی‌ای‌آر-۱۲
آی‌ای‌آر-۱۲ (به انگلیسی: IAR-12) یک هواپیمای ساختِ کارخانهٔ ایندوستریا آئروناتیکا رومانا است. این هواپیما در ۱۹۳۳ میلادی نخستین پرواز خود را انجام داد.